# 大西城 (阿波国)
大西城（おおにしじょう）は、徳島県三好市池田町ウエノにあった日本の城。この地域は阿波国の最西端に位置したため大西と呼ばれていた。別名は池田城。

## 歴史
承久3年（1221年）、承久の乱で功績をあげた小笠原長清が阿波国守護に任ぜられ、その息子である小笠原長経が守護代として入国した。長経は大西城を築城し、承久の乱で後鳥羽上皇側についた前守護佐々木氏の本城である茶臼山城を攻め、これを滅ぼした。大西の地は阿波の西端に位置するが、讃岐、伊予、土佐と境を接し、交通の要所であると同時に、四国全体の中央付近に位置する。小笠原氏は将来四国全土の守護になることを見据えて、この地に主城を築いたとする見方もある。
南北朝期は、当初南朝方として戦っていたが、大勢不利となって細川氏に服した。その後小笠原氏は三好氏に改姓して勝瑞城に移り、大西城には一族である大西氏が入った。
天正13年（1585年）、蜂須賀家政が阿波国の領主となり、阿波九城の一つの支城として整備した。牛田一長、中村重勝が城代として入ったが、1638年（寛政15年）一国一城令により廃城となった。

## 現状
池田町市街地の北側、吉野川に面する約30メートルの高さの上野台地上に位置し、現在の諏訪神社、池田幼稚園、池田小中学校あたりまでの範囲で方形の構造であったと見られている。幼稚園には石垣が残っている。